# Henri Verhavert
Henri William Verhavert (8 settembre 1874 – 9 agosto 1955) è stato un ginnasta belga.

## Palmarès

### Olimpiadi
- 1 medaglia:
  - 1 bronzo (Anversa 1920 nel concorso svedese a squadre)